# Yosep V Hindi
Augustin Hindi (Diyarbakır, 1740/1750 – Diyarbakır, 3 aprile 1827) è stato arcieparca e amministratore patriarcale di Diyarbakır. Benché mai confermato dalla Santa Sede, si fregiò del titolo di Patriarca dei Caldei, con il nome di Yosep V.

## Biografia
Augustin Hindi ricevette la formazione sacerdotale a Roma, nel collegio di Propaganda Fide.
Nipote del patriarca di Babilonia dei Caldei Yosep IV, fu nominato amministratore patriarcale quando, nel 1781, aveva rassegnato le dimissioni. Augustin Hindi era ancora un semplice sacerdote: la sua nomina quindi non fu subito riconosciuta dalla Santa Sede (doveva essere quantomeno vescovo).
Due anni dopo la Santa Sede nominò amministratore del patriarcato di Babilonia Yukhannan Hormizd, arcieparca di Mosul (1783). La carriera ecclesiale di Hindi comunque proseguì senza scosse: nel 1802 fu nominato amministratore patriarcale di Diyarbakır e l'8 settembre 1804 nella cattedrale di Mardin, fu consacrato vescovo di Diyarbakır dalle mani di Mar Isho'yahb Isha'ya Yohannan Gabriel, eparca di Salmas. Il 4 ottobre 1811 fu nominato Delegato apostolico del Patriarcato di Babilonia e quando nel 1812 Yukhannan Hormizd venne sospeso, ad Hindi fu affidata la cura di tutti i cattolici caldei. Nel 1818 fu Mar Hindi a comunicare la definitiva sospensione dell'Hormizd. Ciò rafforzò in lui l'aspirazione ad essere insignito del titolo patriarcale.
Il 2 ottobre 1818 Augustin Hindi fu confermato sulla sede di Diyarbakır e ricevette il pallio. Le parole del breve annesso, Pallium insigne, videlicet plenitudinem pastoralis officii, fecero credere in buona fede a Mar Hindi di essere stato promosso patriarca dei Caldei, e con il nome di Yosep V fu riconosciuto da buona parte dei fedeli cattolici, soprattutto i monaci di Rabban Ormisda, che furono i suoi più convinti sostenitori.
Nel 1823 ottenne dalla Santa Sede la facoltà di ordinare vescovi: dal 21 aprile 1824 al 15 settembre 1826 procedette all'ordinazione episcopale dei vescovi di Alqosh, Tallusquf, Mosul, Mardin e Seert. Però la nomina del vescovo di Mossl, Yosep Audo, valse a Hindi i rimproveri della Santa Sede, in quanto Yukhannan Hormizd era solo sospeso, non deposto dalla sede di Mosul, e dunque era ancora il legittimo vescovo. Nonostante ciò Mar Hindi si considerava patriarca e si faceva chiamare dai fedeli Yosep V.
Quando oramai Propaganda Fide aveva preso la decisione di confermare Mar Hindi come amministratore della sola parte di patriarcato che dipendeva da Diyarbakır, e dunque implicitamente di riconoscere Yukhannan Hormizd come patriarca caldeo, il 3 aprile 1827 avvenne il suo decesso.

## Genealogia episcopale e successione apostolica
La genealogia episcopale è:
- Patriarca Eliya XI Denha
- Patriarca Yukhannan VIII Hormizd
- Vescovo Isaie Jesu-Yab-Jean Guriel
- Arcivescovo Augustin Hindi

La successione apostolica è:
- Arcivescovo Basile Mansur Asmar (1824)
- Arcivescovo Laurent Thomas Sho'a (1824)
- Patriarca Yosep VI Audo (1825)
- Vescovo Ignace Dachto (1826)
- Arcivescovo Mikha'il Kattula (1826)